# 虞允文
虞允文（1110年—1174年），字彬甫，世稱虞雍國、虞雍公，隆州仁壽（今四川仁壽县）人，宋朝宰相和軍事家。

## 早年
虞允文自幼勤奮好學，《宋史》稱其「六歲誦九經，七歲能屬文」，讀書於瑞竹園（仁壽縣城東面）。紹興二十四年（1154年）進士及第，獲委任為通判彭州，權知黎州、渠州。時秦檜當權，允文一如同四川書生皆不獲重用。秦檜死後，終於獲得中書舍人趙逵推薦，就任祕書丞（職官，從七品），官至禮部郎官、中書舍人（職官，正四品）、直學士院（差遣）。

## 抗金
紹興三十一年（1161年），金國海陵王完顏亮率領百萬大軍進攻宋朝，橫越淮河，進迫長江。金國大軍勢如破竹，宋朝政權岌岌可危，虞允文這時被委任為督視江淮軍馬府參軍，並被派往磯（今安徽馬鞍山市）犒師，而金海陵王大軍亦正圖謀由采石磯渡過長江。這時，原來負責督軍的主帥棄軍逃走，正在等候朝廷任命的後任。虞允文祗爲犒師，本無守土責。此時親自督師，向散漫在江邊的士兵演說：“若金軍成功渡江，你們又能逃往哪裡？現在我軍控制著大江，若憑藉長江天險，爲何不能於死裡求生？何況朝廷養兵三十年，爲什麼諸位不能與敵血戰以報效國家？”這番演說成功把士兵團結起來，並大大振奮了軍心。他並隨即把散處沿江各處無所統轄的軍隊迅速統合起來，以1.8萬兵力與十余萬金軍決戰於采石磯，結果大敗金軍，贏得了著名的“大捷”。事後，病重的四川統帥劉錡握其手言：「朝廷養兵千日，竟使書生立功！」以是知名。

## 北伐
因為采石之役大獲全勝，虞允文於紹興三十二年（1162年）被委任爲川陝宣諭使，並與宣抚使吳璘商議收復中原的大業，再次北伐中原，曾收復陝西六郡。可惜在宋孝宗即位後，因相信史浩、湯思退的建言，要求川陝宋軍退兵，以致功敗垂成，允文上疏，大略言：“恢复莫先于陕西，陕西五路新复州县又系于德顺之存亡，一旦弃之，则窥蜀之路愈多，西和、阶、成，利害至重”。孝宗将召允文问陕西事，执政忌其来，以显谟阁直学士（職，從三品）知夔州（差遣），寻又命奏事。隆兴元年入对，史浩既素主弃地，及拜相，亟行之，且亲为诏，有曰：“弃鸡肋之无多，免狼心之未已。”允文入对言：“今日有八可战。”上问及弃地，允文以笏画地，陈其利害。上曰：“此史浩误朕。”以敷文阁待制（職，從四品）知太平州，寻除兵部尚书（職事官，從二品）、湖北京西宣抚使（差遣），改制置使。
孝宗遣卢仲贤使金议和，汤思退又欲弃唐、邓、海、泗四州，手诏谓唐、邓非险要，可置度外，允文五上疏力争。思退怒，即奏曰：“此皆以利害不切于己，大言误国，以邀美名。宗社大事，岂同戏剧。”上意遂定。湯思退阳请召允文，实欲去之也。允文上印，犹以四州不可弃为请，乞致仕。诏以显谟阁学士（職，正三品）知平江府。思退竟决和议，割唐、邓。
二年，金兵复至，思退贬，上悔不用允文言。陈俊卿亦荐允文堪大用，除端明殿学士（職，正三品）、同签书枢密院事（職事官，正二品）。乾道元年（1165年）允文被召回臨安，任參知政事（職事官，副宰相，正二品）兼知樞密院事（職事官，正二品），乾道三年（1167年），因爲抗金名將吳璘病逝，虞允文被任爲四川宣撫使兼知樞密院事，拜资政殿大学士（職，正三品），以接替吳璘的職務。他治川時積極整頓正規軍和民兵，並減縮軍費開支。他於乾道五年（1169年）八月拜右仆射加同中书门下平章事（職事官，宰相，正一品）兼枢密使（職事官，從一品），大力提拔賢良之士，如：胡銓、周必大、王十朋、趙汝愚、晁公武、李燾等人。乾道八年（1172年）二月授特进（文階，第二階，從一品）、左丞相（職事官，宰相，正一品）兼枢密使，但他隨即要求鎮撫四川，以圖光復大業，同年秋，授少保（加官，三少，正一品）、武安軍節度使（武階官，從二品）、四川宣撫使（差遣）職務，進封雍國公（爵，從一品），命其再度赴四川總理軍政事務。他在到任一年多的時間裡，不斷籌劃由四川出師北伐，以圖光復中原，最終積勞成疾，淳熙元年（1174年）以病卒。

## 名留青史
在淳熙四年（1177年），宋孝宗詔贈虞允文太傅，諡忠肅。而宋孝宗在虞允文死去後便失去了收復中原的鬥心，從此不再打算收復中原。但虞允文的報國事蹟仍廣爲人傳頌，名留青史。

## 傳世著作
虞允文曾爲唐書及五代史加注，並著有詩文十卷，經筵春秋講義三卷、奏議二十二卷、內外志十五卷，傳頌於世。

## 虞允文墓
虞允文墓，又称虞忠肃公墓、虞丞墓、虞公陵，俗称“丞相坟”，位于四川省仁寿县虞丞乡丞相村的玉屏山，建于宋淳熙元年。明嘉靖知縣毛沂、清同治知县毛绪峰、光绪知县何启祥均对虞墓进行维修保护，重建墓碑。
丞相坟由世袭护墓人宋氏历代守護，至今已至14代。

## 延伸阅读
[在维基数据编辑]
 《宋史/卷383》，出自脱脱《宋史》